# مجتمع تجاری فرهنگی کورش
مرکز خرید کورش یا کورش مال یکی از بزرگ‌ترین مراکز خرید شهر تهران و ایران است؛ که در شمال غرب تهران در باغ فیض و در زمینی به وسعت ۲۳۰۰۰ متر مربع در خیابان پیامبر مرکزی واقع شده‌است. همچنین یکی از بزرگ‌ترین پردیس های سینمایی و شهربازی سرپوشیده ایران نیز در این مجموعه قرار دارد.

## امکانات و مشخصات
- هفت طبقه پارکینگ با ظرفیت ۱۶۰۰ خودرو در ۷ طبقه
- طبقه منفی دو: واحدهای تجاری، دیجیتال سنتر انتخاب من
- طبقه منفی یک: واحدهای تجاری، بورس طلا و جواهر
- طبقه همکف: بانک پاسارگاد، مجتمع فرهنگی تجاری کورش واحدهای تجاری، بورس طلا و جواهر
- طبقه اول واحدهای تجاری در راهروهای اصلی و تراریوم، بورس موبایل، بانک ملت، بانک پاسارگاد
- طبقه دوم: سرزمین بازی کورش و سرای غذا
- طبقه سوم: گیشه سینما، خانه بازی کودک، داروخانه و فست فود
- طبقه چهارم: سالن‌های شماره ۱ تا ۶ پردیس سینمایی کورش و رستوران
- طبقه پنجم: واحدهای اداری، تجاری و فرهنگی، سالن VIP، کافی‌شاپ و رستوران و فست فود
- طبقه ششم: سالن‌های شماره ۷ تا ۱۲ پردیس سینمایی کورش، بوفه سینما و رستوران
- روف گاردن، سرای غذا، رستوران سنتی
- در واحدهای تجاری این مجموعه محصولات متنوعی مثل لوازم خانگی، پوشاک زنانه و مردانه، اسباب بازی، سیسمونی نوزاد و کودک، عطر، لوازم آرایش، طلاو جواهر، موبایل، آجیل خشکبار و لوازم آشپزخانه به فروش می‌رسد.

## پردیس سینمایی
پردیس سینمایی کورش که بزرگ‌ترین پردیس سینمایی ایران است هم در این مجتمع قرار دارد و شامل ۱۲ سالن سینما می‌شود که روی هم ۲۸۰۰ نفر گنجایش دارند تجهیز سالن‌های سینما توسط گروه صنعتی رض کو صورت گرفته‌است. در این پردیس علاوه بر اکران فیلم، کنسرت، همایش و سمینارهای متعدد برگزار می‌گردد.

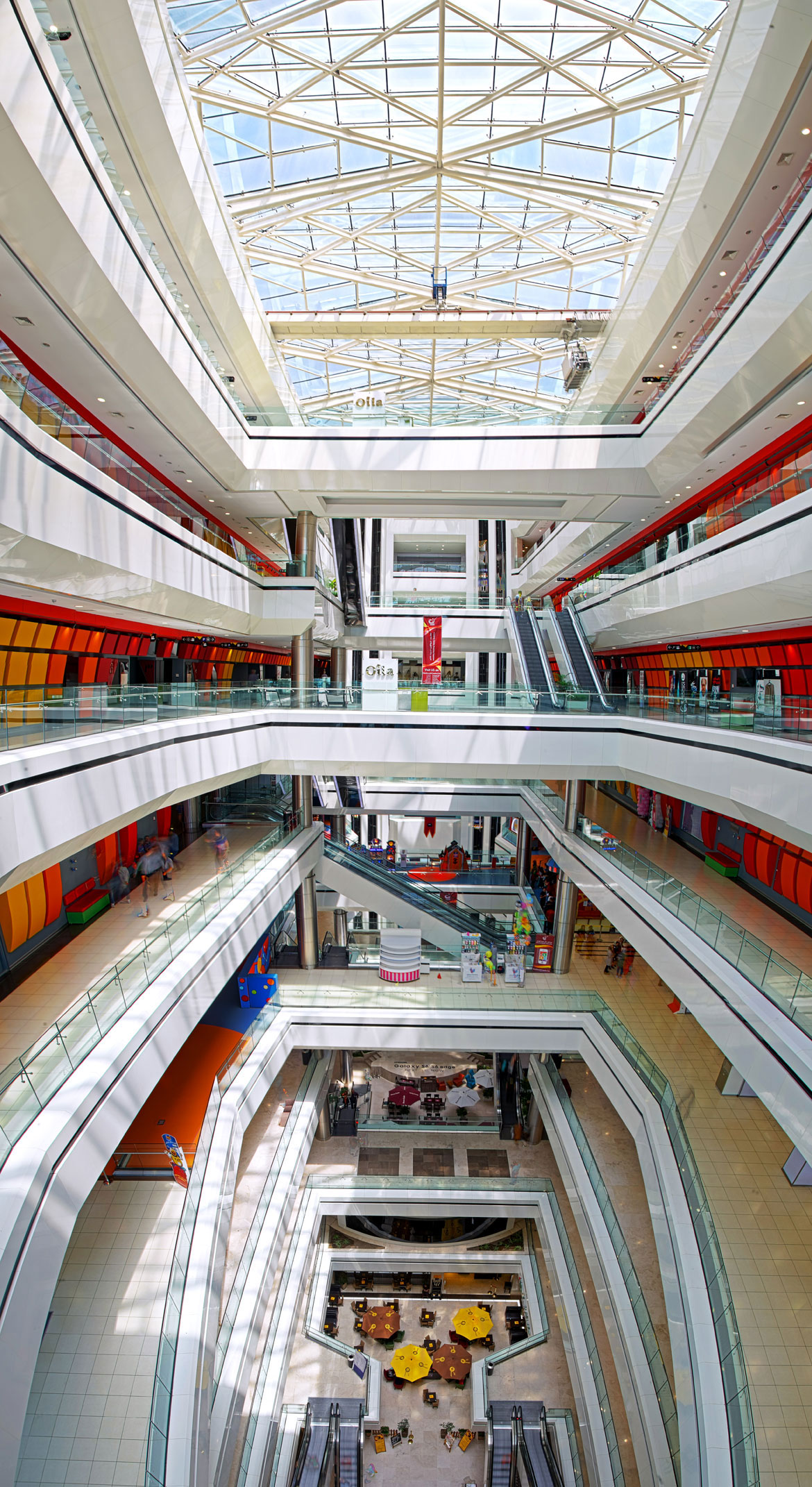
نمای داخلی مجتمع کورش

## فست‌فودها، رستوران‌ها، کافی‌شاپ‌ها
طبقه منفی دو کافه ویونا طبقه منفی یک کافه دنو در طبقه دوم مجموعه و در مجاورت شهربازی مجتمع تجاری کورش، ۶ باب رستوران با برندهای داخلی و خارجی در فضایی به مساحت ۱۶۰۰ متر مربع از مراجعان پذیرایی می‌کنند. در طبقه سوم رستوران برگرلند، کافه امیرشکلات و فودکورت مجموعه، در طبقه چهار رستوران نایب، کافه آپ آرت مان در طبقه پنجم سیتی برگر، کافه پارت، رستوران جنارو در طبقه ششم ربوشف (رستوران رباتیک) در طبقه هفتم فودکورت بام کورش مال، کافه ویونا، رستوران سنتی

## نمای مجتمع تجاری کورش
یکی از مهم‌ترین جذبه‌های مجتمع تجاری کورش (کورش مال) داشتن نما شیشه‌ای و سقف شیشه ای نور گذر بسیار زیبا است که توسط آلومینیوم شیشه تهران اجرا گردیده‌است. کورش یکی از اولین پروژه‌هایی در ایران بود که قرارداد مجزایی برای مهندسی نما منعقد نموده که نشان از حساسیت گروه معماری ان (مهندسين مشاور طرح و سازه) به مقوله نمای شهری دارد. نمای مجتمع تجاری کوروش به نحوی طراحی گردید که حداکثر بهره‌وری در مدیریت بهره‌برداری مجتمع تجاری فراهم گردد. در زمان ساخت بحث‌های زیادی با کمیته نمای شهرداری تهران بر سر حجم‌ها نما مطرح شد که با توجه به رویکرد علمی و فنی مجتمع کورش در دفاع از طرح نمای پروژه کلیه طرح‌های نما از جمله نما اسپایدر بخش رستوران‌ها و سقف شیشه ای نور گذر سقف و نمای کرتین وال دیواره‌ها مورد تأیید استادان کمیته نما قرار گرفت.

## بیشتر بخوانید
- فهرست مراکز خرید در ایران

## لینک‌های مرتبط
- سایت رسمی کورش مال
- اپلیکیشن کوروش مال در گوگل پلی
- مقاله مشخصات فنی مهندسی نما در مجتمع کورش
- شهر بازی ژوپیتر (واقع در مجتمع کورش)